# Azerbajdzjans herrlandslag i volleyboll
Azerbajdzjans herrlandslag i volleyboll representerar Azerbajdzjan i volleyboll på herrsidan. De har deltagit i kval till EM, VM och OS flera gånger, dock ännu utan att lyckas kvalificera sig. Det har även deltagit i European Silver League flera gånger samt vid Islamic Solidarity Games och Europeiska spelen.